# Lit de justice

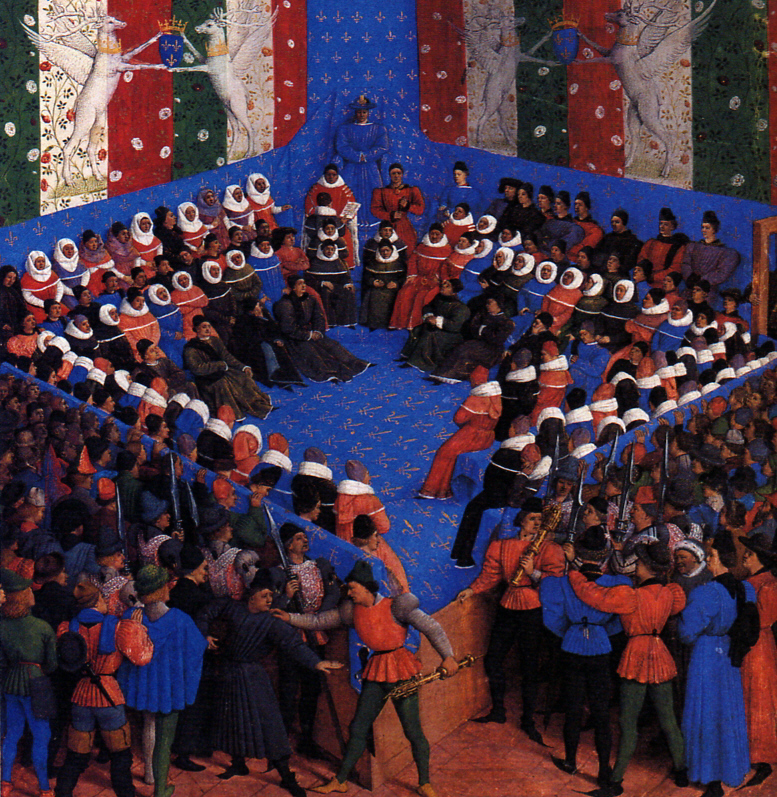
Lit de justice de Carlos VII, en 1450, en el Parlamento de París.

En la Francia del Antiguo Régimen, el lecho de justicia (traducido del francés Lit de justice) era una sesión extraordinaria del Parlamento de París, presidida por el rey, para el registro obligatorio de los edictos reales. Era así llamado porque en vez de sentarse en el trono, el rey se tumbaba en una improvisada "cama" adornada con cuatro cojines. Durante la Edad Media, la presencia del rey en el Parlamento no conllevaba necesariamente un lit de justice: fue costumbre de los reyes Felipe IV, Carlos V, Carlos VI y Luis XII acudir regularmente a las sesiones de los Parlamentos.

## Descripción
En el Antiguo Régimen francés, las leyes y edictos debían ser registradas y reconocidos por los Parlamentos, de los que el más importante era el Parlamento de París. Estas instituciones de carácter judicial tenían amplias competencias para legislar y controlar impuestos dentro de su competencia. Los miembros de los parlamentos opinaban que su papel incluía participación activa en el proceso legislativo, y podían rechazar edictos reales con base en razones legales. El lit de justice era el instrumento legal por medio del cual el monarca francés imponían al Parlamento su criterio y lo obligaba a registrar edictos.
Los lit de justice tenían lugar normalmente en la Grand Chambre du Parlament del antiguo palacio real de la Île de la Cité, actual Palais de la Justice. El rey, justo después de rezar en la Sainte Chapelle entraba acompañado de su canciller, los príncipes de sangre, los duques, los pares, los cardenales y los mariscales y tomaba su sitio sobre unos cojines encima de una tarima y bajo un pabellón de Estado (la cama, el lit), en una esquina de la sala. Cinco cojines componían el lit: sobre uno se sentaba el monarca, otro se colocaba en su espalda, dos para apoyar los brazos y un último bajo sus pies. Los pares y prelados se colocaban en bancos a su izquierda y su derecha. Delante del rey se dejaba un espacio para que pudiera hablar de sus asuntos en privado y para mantener el orden. Estaba prohibido levantarse de sus asiento y acercarse al lit sin permiso.
Los registros históricos de los lit de justice de Carlos V, el 21 de mayo de 1375 dan impresión de que acudía gran cantidad de gente: el Delfín, el hermano del rey, duque de Anjou, el Patriarca de Alejandría, 4 arzobispos, 7 obispos, 6 abades, el rector y varios miembros de la Universidad de París, el Canciller de Francia, 4 príncipes de sangre, varios condes y señores, el Prevoste de Comerciantes, el regidor de la ciudad de París, "otra gente sabia y notable y una gran muchedumbre de gente" (Encyclopédie).
El rey sólo tenía que decir unas cuantas palabras preliminares, seguidas de la fórmula mon chancelier vous dira le reste (mi canciller os dirá el resto), con lo cual el canciller, sentado a los pies del soberano, empezaba a leer en voz alta el resto de la declaración real, como una declaración de regencia o de mayoría de edad de un rey o las declaraciones de guerra o paz.

## Desarrollo histórico

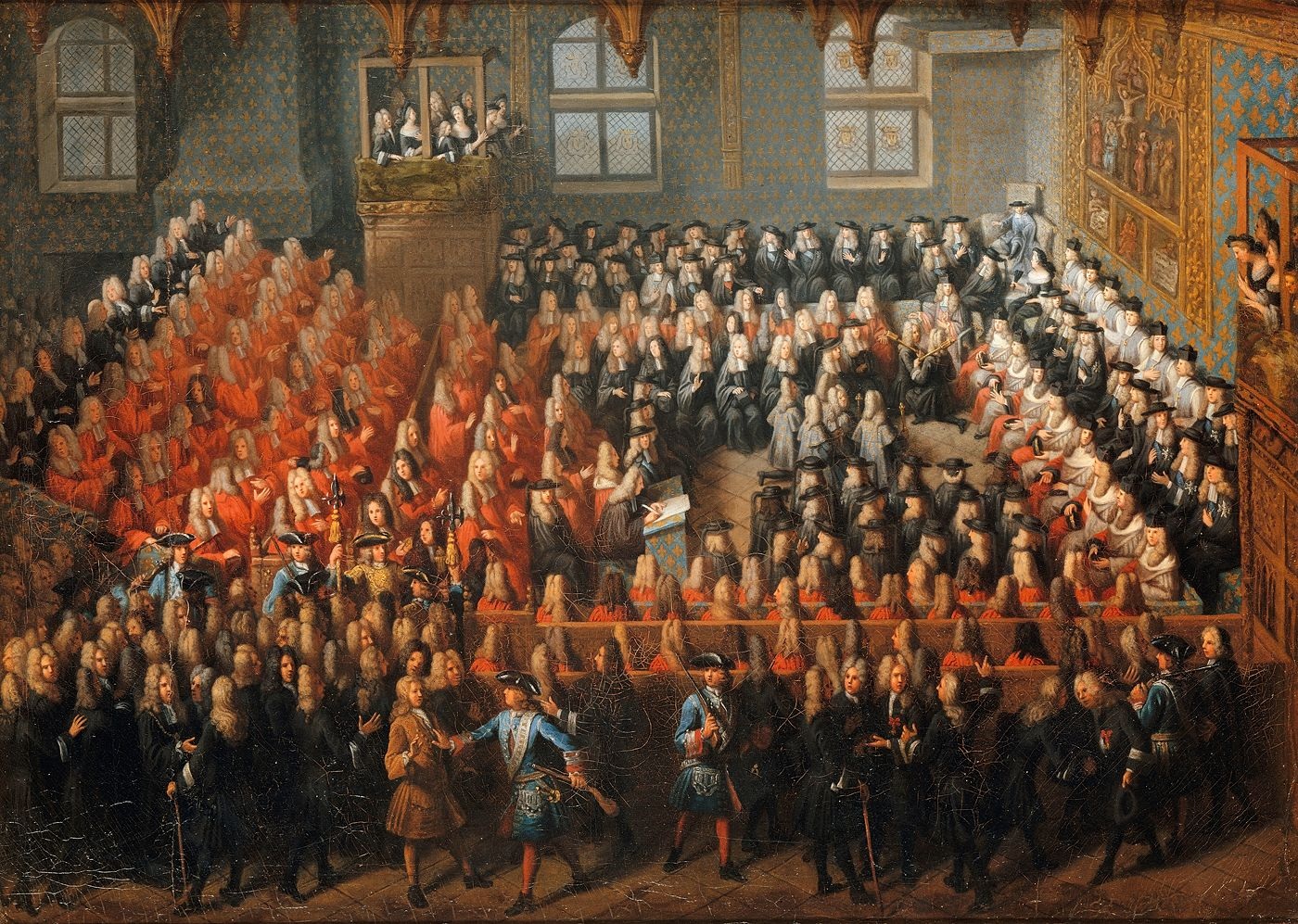
Lit de justice celebrado por Luis XV en el Parlamento de París en 1715.
El Rey, un Luis XV niño, está sentado sobre unos cojines siguiendo la costumbre medieval. El canciller de Francia, Daniel Voysin de la Noiraye, está en pie junto a la tarima del monarca, leyendo el decreto de registro. Los presidentes de las cámaras del Parlamento están en la primera fila a la derecha de la mesa, identificables por su vestido rojo con capucha blanca y su mortero con ribete dorado colocado sobre sus rodillas.

Los lits de justice surgieron en el Parlamento de París durante la Edad Media. Originalmente, el lit de justice se reservaba para juzgar a la alta nobleza por crímenes de gran gravedad, donde se requería la presencia del Rey de Francia. El procedimiento suspendía el procedimiento judicial habitual del Parlamento, pues imponía el criterio del Rey sobre cualquier asunto de carácter legal. El complejo ceremonial asociado al lit pretendía recrear las reuniones al aire libre que nobles y monarcas habían usado para decidir los asuntos judiciales durante la dinastía merovingia. La presencia del Rey en el Parlamento suponía que éste perdía su habitual prerrogativa para juzgar, y se convertía en consejero del monarca bajo el principio legal de adveniente principe, cessat magistratus ("con la llegada del rey, la magistratura cesa"). 
A partir del siglo XVI, esta prerrogativa legal comenzó a ser abusada: en vez de reservarse para asuntos judiciales, los monarcas franceses comenzaron a usarla para forzar el registro de edictos reales. El primer lit de justice de este tipo se celebró en 1527, durante el reinado de Francisco I para forzar la aprobación de impuestos destinados a sufragar la Guerra de la Liga de Cognac. 
El procedimiento que conducía al lit de justice se estandarizó en este momento. Si el Parlamento de París opinaba que una ley, edicto o decreto real era contraria a los intereses del Estado o a las costumbres legales de Francia, tenía derecho a objetarlo (remontrance), lo que le permitía negarse a registrar el decreto y presentar sus objeciones al Rey. Había tres grados de objeción: la "remontrance" propiamente dicha, la "representación" y el más sencillo, la carta. Para imponer su voluntad al Parlamento, el Rey podía en un primer momento emitir una carta conminatoria ordenando de modo expreso al Parlamento el registro del edicto. El lit solo era necesario si el tribunal mantenía su criterio utilizando "remontrances iteratives", en cuyo caso el Rey usaba el lit para forzar el registro del edicto y su promulgación. 
Dada la alta carga política del procedimiento, los lit sólo estaban pensados para situaciones extraordinarias. Sin embargo, durante las guerras de religión, conforme las relaciones entre la monarquía francesa y el Parlamento se enrarecían, el Rey empezó a abusar del procedimiento. Por ejemplo, Enrique III utilizó los lit de justice para promulgar sin consenso edictos y ordenanzas carentes de apoyos o de cuestionable contenido legal, como ocurrió con el Edicto de Beaulieu de mayo de 1576, que según Pierre de L'Estoile era "un edicto tan odioso para el Parlamento, que si el Rey no hubiera venido en persona, jamás habría sido promulgado."
La propaganda absolutista afirmaba que el lit de justice podía celebrarse, según costumbre inmemorial, ante cualquier Parlamento de Francia. En realidad, la costumbre medieval sólo existía en el Parlamento de París, sede de la corte real. Aduciendo su derecho a celebrar lits de justice ante cualquier parlamento, Carlos IX innovó el uso de este procedimiento ante el Parlamento de Ruan para forzar la aprobación de su Edicto de Amberes (1563). Ese mismo año, el monarca celebró lits de justice ante los parlamentos de Dijon, de Burdeos y de Toulouse para forzar el registro del Edicto por toda Francia. Esto fue una innovación para intentar rebajar el papel legislativo del Parlamento de París, que se resistía a registrar este edicto.
En el siglo XVII fueron usados raramente. A partir del reinado de Luis XIII, los lit estuvieron confinados al Parlamento de París, donde se usaron para forzar sobre todo la aprobación de impuestos y asuntos judiciales. En 1665, Luis XIV decretó que el lit de justice podía celebrarse sin que el Rey tuviera que estar presente; esto de facto supuso el fin de la costumbre, pese a lo cual el Parlamento de vez en cuando siguió resistiéndose a registrar decretos, como ocurrió en 1667 cuando se negó a aprobar los impuestos destinados a sufragar la guerra franco-neerlandesa. Luis XIV terminó imponiendo su criterio al exigir (so amenaza de celebrar un lit en ausencia) el registro de sus decisiones antes de que el Parlamento pudiera emitir sus remontrances. 
Entre 1673 y 1715 no se celebraron lits, pero fueron recuperados en 1715 al acceder Luis XV al trono, por cuanto que su regente, Felipe II de Orleans se vio forzado a hacer concesiones políticas al acceder a la regencia durante la minoría de edad de Luis XV. Acosado por serios problemas fiscales y la oposición de parte de la nobleza y del propio Parlamento, en el 26 de agosto de 1718 el regente de Orleans forzó la celebración de un lit organizado en secreto en el palacio de las Tullerías, a donde había trasladado a vivir al aún niño Luis XV. El Regente convocó al Parlamento con unas pocas horas de antelación y, de manera inusual, lo forzó a desplazarse desde su sede en la Conciergerie hasta las Tullerías. El regente usó dicho lit para forzar la aprobación de nuevos impuestos, la ratificación de las propuestas económicas de John Law, y la degradación del Duque de Maine, hijo natural de Luis XIV y Madame de Montespan. El duque de Maine había sido legitimado en el testamento de Luis XIV, incluido en la línea sucesoria como príncipe de sangre, y nombrado guardián de Luis XV; como tal, había sido uno de los principales opositores al regente de Orleans, quien por medio de este lit anuló casi todas las disposciones del testamento de Luis XIV, retirándole el rango de príncipe de sangre y lo deslegitimizandolo. El lit suprimió la oposición interna a su gobierno, previo al descubrimiento de la conspiración de Cellamare.
A lo largo del siglo XVIII, se celebraron diversos lits al tiempo que la monarquía socavaba las prerrogativas del Parlamento. La última sesión se celebró en 1787, bajo el reinado de Luis XVI, en Versalles. Para entonces, el Parlement había perdido gran parte de su antigua independencia.